# Tuc dera Pincèla
El Tuc dera Pincèla és una muntanya de 2.535 metres que es troba entre els municipis de Naut Aran i de Vielha e Mijaran, a la comarca de la Vall d'Aran.
Aquest cim està inclòs al llistat dels 100 cims de la FEEC.